# H.H. Asquith
Herbert Henry Asquith (12 de setembre del 1852 - 15 de febrer del 1928), primer comte d'Oxford i Asquith, conegut generalment com a H. H. Asquith i després com a Lord Oxford, va ser un polític i estadista britànic que va exercir com a Primer Ministre del Regne Unit des de 1908 a 1916. Va ser l'últim primer ministre del Partit Liberal a comandar un govern majoritari, i el liberal més recent que va exercir com a líder de l'oposició. Va tenir un paper important en el disseny i l'aprovació de legislació liberal important i una reducció del poder de la Cambra dels Lords. L'agost de 1914, Asquith va dur Gran Bretanya i l'Imperi Britànic a la Primera Guerra Mundial. Durant 1915, el seu govern va ser atacat enèrgicament per l'escassetat de municions i el fracàs de la campanya de Gallipoli. Va formar un govern de coalició amb altres partits però no va satisfer els crítics, es va veure obligat a dimitir el desembre de 1916 i mai va recuperar el poder.

## Biografia
Va néixer a Morley, West Yorkshire, fill de Joseph Dixon Asquith (10 de febrer del 1825 - 29 de març del 1860) i d'Emily Williams (4 de maig del 1828 - 12 de desembre del 1888). Els Asquith eren una família de classe mitjana, membre de l'Església congregacional. Joseph era un comerciant de llanes i arribà a tenir la seva pròpia fàbrica.
Herbert tenia setze anys quan va morir el seu pare. Emily i els seus fills es traslladaren a la casa del pare d'ella, William Willams, un altre venedor de llanes de Huddersfield. Herbert va rebre la seva educació allà i després fou enviat a l'internat de Fulneck, prop de Leeds.
El 1863 Herbert fou enviat a viure amb un oncle a Londres i allà entrà a l'Escola de Londres. Fou educat allà fins al 1870 i el seu mentor fou el director, Edwin Abbott Abbott.
El 1870 Asquith guanyà una beca en filologia clàssica pel Balliol College, d'Oxford. El 1874 Asquith fou premiat amb la beca Craven i es transformà en president de la Unió d'Oxford. Es graduà aquell any i aviat fou escollit membre de la junta de govern de Balliol. Mentrestant, entrà a Lincoln's Inn com a estudiant de lleis, i hi serví durant un any com a aprenent sota les ordres de Charles Bowen.

## Matrimoni
Es casà el 1877 amb Helen Kelsall Melland, filla d'un metge de Manchester i tingueren quatre fills i una filla abans que ella morís de febre tifoidea el 1891. Aquests fills foren Raymond, Herbert (1881-1947), Arthur Melland Asquith (1883-1939), Violet (1887-1969) i Cyril. D'ells, Violet i Cyril arribaren a pertànyer a la noblesa per dret propi; Cyril entrà a la Cambra dels Lords.
El 1894 es casà amb Margot Tennant, filla de Sir Charles Tennant. Amb Margot, la seva segona dona, va tenir dos fills: Elizabeth (després Princesa Antoine Bibesco, 1897-1945) i el director de cinema Anthony Asquith (1902-1968).
Tots els seus fills, tret d'Anthony, es casaren i tingueren descendència. La seva descendent més coneguda avui dia és l'actriu Helena Bonham Carter, neta de Violet.

## Nom
Quan era jove, la seva família l'anomenava Herbert, però la seva segona dona Henry. De totes maneres, en públic se'l deia invariablement H.H. Asquith. "Hi ha hagut pocs personatges nacionals d'importància els noms dels quals hagn estat tan desconeguts pel públic", va escriure el seu biògraf, Roy Jenkins.
Quan accedí a la noblesa el 1925, va proposar-se prendre el títol d'"Earl d'Oxford" per la ciutat propera a la qual va viure i la universitat a la que hi assistí. Sorgiren objeccions, especialment per part de descendents d'anteriors Earl d'Oxford (títols per llavors ja extints), i al seu títol li va ser donat el nom d'Earl d'Oxford i Asquith. En la pràctica, tanmateix, era conegut com a Lord Oxford.
Sir Henry Campbell-Bannerman, del qual n'era segon, demanava per ell al debat parlamentari dient "Cridin el martell", fent referència al confiable control dels fets que tenia Asquith, i a la seva habilitat per dominar l'intercanvi verbal.